# 右横書き言語

「アラビア語」と書いたアラビア語

右横書き言語 (みぎよこがきげんご、英: right-to-left, top-to-bottom script) は、右から左方向、かつ上から下方向の文字体系（通常は右から左へ書く言語、短縮形でRTL言語とも書く）のことで、文字方向はページの右から始まり、左に続き、上から下に新しい行に進んでいく。これは、文字方向がページの左から始まり右に続く左から右への文字体系 (左横書き言語)とは対照的である。
アラビア語、ヘブライ語、パシュトゥー語、ペルシア語、ウルドゥー語、シンド語は、現代で最も普及しているRTL文字体系である。
"RTL" は「上から下、右から左 (TB-RLまたはTBRL)」言語のことも意味する場合がある。これは古代の中国語、日本語、韓国語などの言語だが、現代では一般的に「左から右」言語で書かれる。TBRL縦書き文字用の本は、RTL横書き文字と同じ方向に開く。例：日本で描かれた多くの漫画本や、日本で日本語で発行された多くの小説や新聞。背表紙は右側にあり、ページには右から左に番号が付けられる。

## 用途

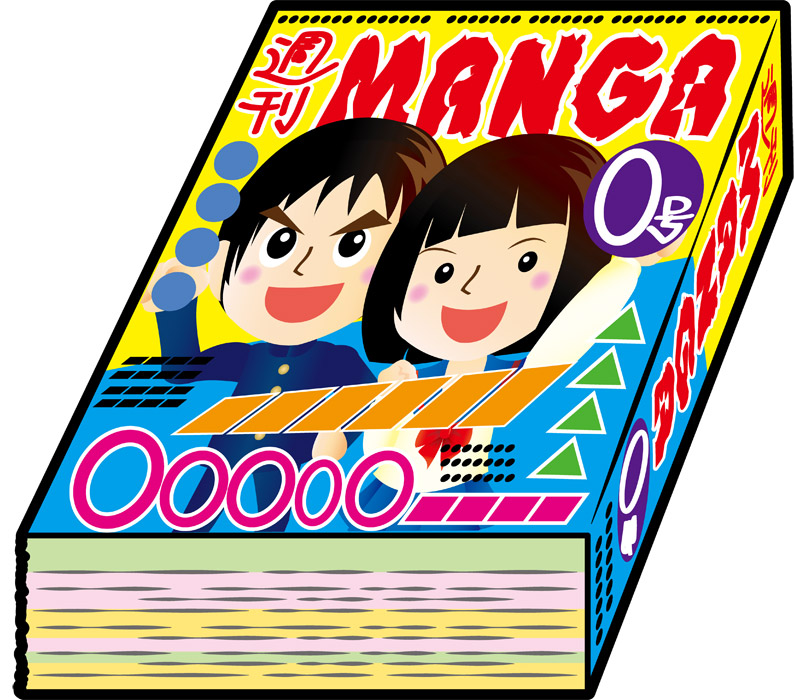
日本の漫画が掲載されている雑誌（漫画雑誌）・本の多くは右綴じである。

アラビア語、ヘブライ語、ペルシア語、およびウルドゥー語は、現代で最も普及しているRTL文字体系である。アラビア文字の使用が普及するにつれて、アラビア語を書くために使用される28文字のレパートリーが、ペルシア語、パシュトー語などの他の多くの言語の音に対応するために補足された。ヘブライ文字はヘブライ語の記述に使用されるが、イディッシュ語やラディーノ語などの他のユダヤ語の記述にも使用される。
シリア文字とマンダ文字はアラム語から派生し、RTLで記述される。サマリア人も同様だが、アラム語ではなく古ヘブライ文字から開発された。アラム語から派生した他の多くの古代および歴史的なスクリプトは、その右から左への方向を継承した。
いくつかの言語には、アラビア語RTLと非アラビア語LTRの両方の書記体系がある。たとえば、シンド語は一般的にアラビア語とデーヴァナーガリー文字で書かれており、他の多くの文字が使用されている。クルド語は、アラビア語、ラテン語、キリル文字、またはアルメニア文字で書くことができる。
ターナ文字は西暦1600年頃に登場した。最近のほとんどのスクリプトはLTRだが、ンコ文字（1949）、メンデ文字 （19世紀）、 Adlam （1980）とハニーフィー・ロヒンギャ文字（1980）は現代に作成され、RTLであった。
フェニキア語、ギリシャ語、古イタリア文字などのアルファベットを使用したテキストの古代の例は、左から右、右から左、または牛耕式の順序でさまざまに存在する可能性がある。したがって、一部の古代の書記体系を純粋にRTLまたはLTRとして分類できるとは限らない。

## 計算機での対応状況
一般的な消費者向けソフトウェアでは、RTL言語 (右から左、上から下) のテキストに対応している。 多くの場合、この対応は明示的に有効にする必要がある。双方向テキストでは、右から左のテキストを左から右のテキストと混在させることができる。

## 漢字文化圏

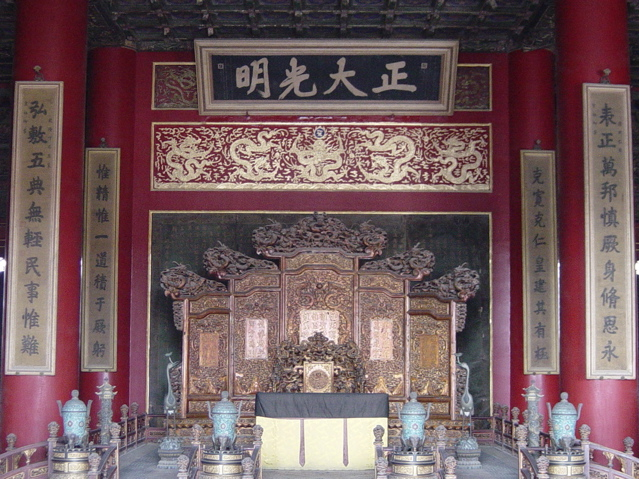
中国語の扁額。北京の紫禁城、乾清宮の内部。玉座の上に、「正大光明」と右横書きされている。

漢字文化圏で、看板などスペースが限られる場合は、漢文の改行の慣行で一文字ずつ左に改行していく流れで、右から左に読むように書かれていた。
中国
西洋の文化が入ってくると、中国では銭玄同などが20世紀初頭に左横書きを推進したが主流とはならず、主流となるのは1940年代になってからで、決定的になったのは中華人民共和国文化部が1955年12月30日に『關於漢文書籍、雜誌橫排的原則規定』（中国の書籍、雑誌の横置きに関する原則と規則）を発布したためである。
日本
日本においては近代化により欧米文化が入ってくると左横書きが徐々に普及していったが、第二次世界大戦期の国粋主義の高まりとともに右横書きを正統とする動きが強まった。第二次世界大戦後に、左横書きが主流となった。

## RTL言語の一覧
RTL言語（括弧内はISO 15924コードを表記）の例は次の通りである。

### 現代言語
- アラビア文字（Arab160、Aran 161）–アラビア語、ペルシア語、ウルドゥー語、パシュトー語、シンド語、クルド語およびその他の多くの言語で使用される。
- ヘブライ文字（Hebr 125）–ヘブライ語、イディッシュ語、その他のユダヤ諸語に使用される。
- ターナ文字（Thaa 170）–ディベヒ語に使用される。
- シリア文字（Syrc 135、バリアント136〜138Syrn 、Syrj 、Syre ）–さまざまなシリア語に使用される。
- マンダ文字（Mand 140）–シリア語と密接に関連しており、マンダ語に使用される。
- サマリア文字（Samr 123）–ヘブライ語と密接に関連しており、サマリア人の著作に使用されている。
- メンデ文字（Mend 438）–シエラレオネのメンデ人向け。 19世紀後半にモハメッドトゥレイとキシミカマラによって考案された。まだ約500人に使用されている。
- ンコ文字（Nkoo 165）– 1949年に西アフリカのマンディング諸語のために考案された。
- ガライ文字– 1961年にウォロフ語用に設計された。
- アドラム文字（Adlm 166）–西アフリカと中央アフリカのフラニ語を書くために1980年代に考案された。
- ハニーフィー・ロヒンギャ（Rohg 167）–ロヒンギャ語のために1980年代に開発された。

### 古代言語
- インダス文字[要出典]
- キュプロス文字（Cprt 403）–フェニキアの影響よりも前のもの。
- フェニキア文字（Phnx 115）–古代、ヘブライ語、アラム、ギリシャ語の前身。
- インペリアルアラム文字（Armi 124）–古代、ヘブライ語とフェニキア語に密接に関連している。新アッシリア帝国とアケメネス朝帝国によって広く普及した。後のパルミラ帝国の形態（Palm 126）は、アラム語の作成にも使用された。
- サイハド語（Sarb ）
- 古代北アラビア文字（Narb）
- パフラヴィー文字（130–133：Prti 、Phli 、Phlp 、Phlv ）–アラム語から派生。
- アヴェスター文字（Avst 134）– Pahlaviから、文字が追加されている。サーサーン朝時代にゾロアスター教の聖典を記録するために使用された。
- ソグド語（コードなし）、およびマニ教（Mani139、マニ教に関連付けられている）–シリア語から派生。ソグディアンは最終的に「右から左」から「上から下」に変更になり、古ウイグル語、モンゴル語、満州語の縦書きとなった。
- ナバテア文字（Nbat ）–シリア語とアラビア語の中間。
- カローシュティー文字（Khar 305）–アラム語から派生したインドの古代の台本。
- 突厥文字ルーン（オルホンルーンとも呼ばれる）Orkh 175）
- 古いハンガリーのルーン（Hung176）。
- 古イタリア文字（Ital 210）–初期のエトルリア人はRTLだったが、後にLTRの例がより一般的になった。ウンブリア語、 オスク語、そしてファリスク語は右から左に書かれていた。 Unicodeは、現代の使用法に合わせて、古イタリア文字を左から右として扱う。いくつかのテキストは牛耕式である[3]。
- リュディア文字（Lydi116）–古代。一部のテキストは左から右または牛耕式である。